# 福井淳哉
福井 淳哉（ふくい じゅんや、1980年〈昭和55年〉）は、日本の書家、研究者。帝京大学文学部日本文化学科准教授・帝京大学書道研究所所長。専門は書写・書道教育、古筆学、日本書道史。

## 略歴
- 2003年 - 新潟大学教育人間科学部芸術環境創造課程書表現コース卒業
- 2005年 - 大東文化大学大学院文学研究科修士課程書道学専攻（日本書学）修了
- 2009年 - 大東文化大学文学部書道学科非常勤講師
- 2010年
  - 大東文化大学大学院文学研究科博士課程後期課程書道学専攻（日本書学）修了
  - 帝京大学文学部日本文化学科講師（-2013年）
  - 帝京大学書道研究所所長
- 2014年 - 帝京大学文学部日本文化学科准教授
- 2015年 - 帝京大学書道部監督
- 2016年 - 文部科学省学習指導要領作成協力者会議委員（高等学校芸術科書道）（-2019年）
- 2017年 - 甲州市ケカチ遺跡刻書土器検討委員（-2018年）
- 2021年
  - 書写・書道推進協議会実務者会委員
  - 書写・書道推進協議会国語科書写の指導において身に付けるべき毛筆実技に関わるガイドライン検討委員会委員

## 書家としての活動
榎倉香邨、岩永栖邨に師事。現在、以下の役職を務める。

### 所属・役職
- （公社）日展会友
- 読売書法会理事、審査員
- （公社）日本書芸院評議員、書写書道教育推進部委員
- 書道香瓔会理事

## 受賞歴
- 2010年 - 大東文化大学青山杉雨賞[11]
- 2018年 - 芸術新聞社『墨』評論賞大賞[12]
- 2023年 - 第39回読売書法展読売準大賞[13]

## 研究・著作

### 研究活動
主な研究業績はresearch mapを参照 。

### 著書

#### 単著
- 『かな古筆名跡便覧 和様の美』（2013年、淡交社）

#### 共著
- 『書の総合事典』（2010年、柏書房）
- 『日本書道文化の伝統と継承』（2016年、求龍堂）
- 『高等学校学習指導要領(平成30年告示)解説芸術 (音楽・美術・工芸・書道) 編』（2019年、文部科学省）
- 『国語科書写の指導において身に付けるべき 毛筆実技に関わるガイドライン』（2024、書写・書道推進協議会）

### 連載
- 「八瓔雑纂」（『玄燿』、2024年 - ）
- 「香邨残墨」（『書香』、2024年 - ）